# صفحة دليل (يونكس)

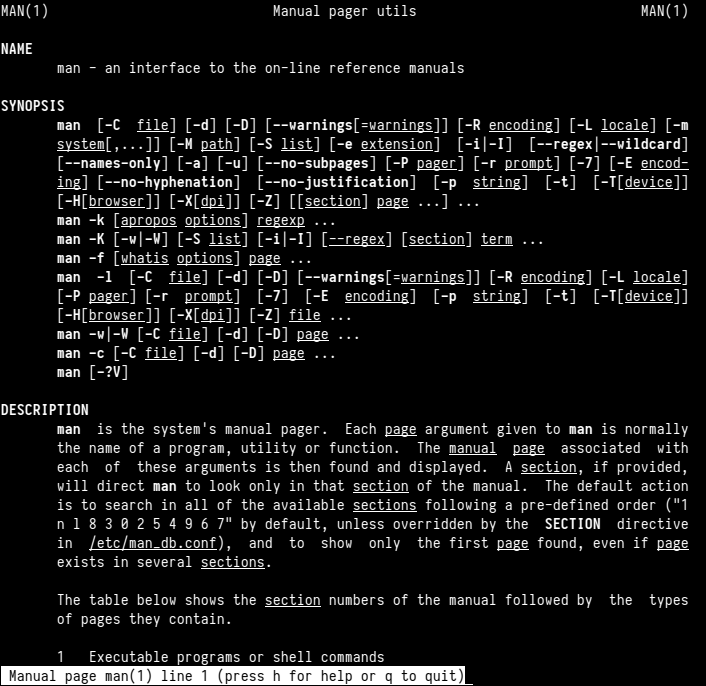
صفحة دليل يونكس

صفحات الدليل هي وثائق تأتي مع يونكس والنظم الشبيهة بيونكس، تعرض جميع المعلومات المتعلقة بأي أمر (حوسبة) تريد مثل (كيفية استخدام الأمر، اسم المبرمج الذي كتب الأمر وبريده، أوامر أخرى لها صلة بالأمر، وظيفة الأمر)، كل صفحة تعتبر وثيقة بحد ذاتها.

## الاستخدام
الصيغة العامة للأمر man:
```
 
man
 
<command_name>

```

- مثال على استخدام الأمر man

```
$
 
man
 
ls

```

في صفحات manual، تجد ان لكل أمر رقم يتراوح بين {1-9} يستخدم لتقسيم الأوامر حسب وظيفتها، يمكن ان تجد أمر في أكثر من قسم،(هذا يعني ان للأمر أكثر من وظيفة) لكن لو استعلمنا عن الأمر، فسيجلب لنا man الأمر في أول قسم يجده فيه.ولتفادي ذلك نقوم بتحديد في أي قسم سيبحث.
- مثال استعلام عن الأمر kill في القسم الثاني

```
$
 
man
 
2
 
kill

```

## أقسام الأوامر
تجد ان لكل أمر في لينكس رقم يتراوح بين {1-9}، يقسم الأوامر حسب وظيفتها؛ مثل أوامر خاصة بإدارة النظام، أوامر خاصة بالنواة، أوامر يستطيع أي مستخدم تنفيذها.

.

- معرفة وظيفة أمر معين دون عرض كامل لصفحات المساعدة نستخدم الخيار f

```
$
 
man
 
-f
 
ls

```

- معرفة الأوامر التي تقوم بعمل معين، مثل أوامر تقوم بتقسيم القرص الصلب نستخدم الخيار k

```
$
 
man
 
-k
 
fdisk

```

## التعامل مع صفحات man
مفاتيح التعامل مع صفحات المساعدة:-
| قسم | وصف                                                   |
| --- | ----------------------------------------------------- |
| 1   | أوامر تقليدية يستطيع أي مستخدم تنفيذها                |
| 2   | أوامر خاصة بالنواة 'System call'                      |
| 3   | أوامر خاصة بالمكتبات                                  |
| 4   | أوامر خاصة بالأجهزة والتعريفات، تحدها في الدليل dev/. |
| 5   | أوامر خاصة بملفات التهيئة والاعداد، وملفات أخرى.      |
| 6   | أوامر خاصة بالألعاب                                   |
| 7   | أوامر متفرقة مثل صيغ ملفات man.                       |
| 8   | أوامر خاصة بإدارة النظام                              |
| 9   | منهجيات النواة                                        |

| قسم        | وصف                          |
| ---------- | ---------------------------- |
| down arraw | الذهاب لنهاية الصفحة سطر سطر |
| up arraw   | الذهاب لبداية الصفحة سطر سطر |
| page down  | لتنقل صفحة صفحة لاسفل        |
| page up    | لتنقل صفحة صفحة لأعلى        |
| q          | خروج من صفحات المساعدة       |

يمكن أيضا استخدام الأمر info لعرض صفحات المساعدة ويستخدم في نفس الطريقة، ويكون الأمر info أكثر تفصيلا. كتبها مشروع جنو.